# 7 Dywizja Pancerna (III Rzesza)

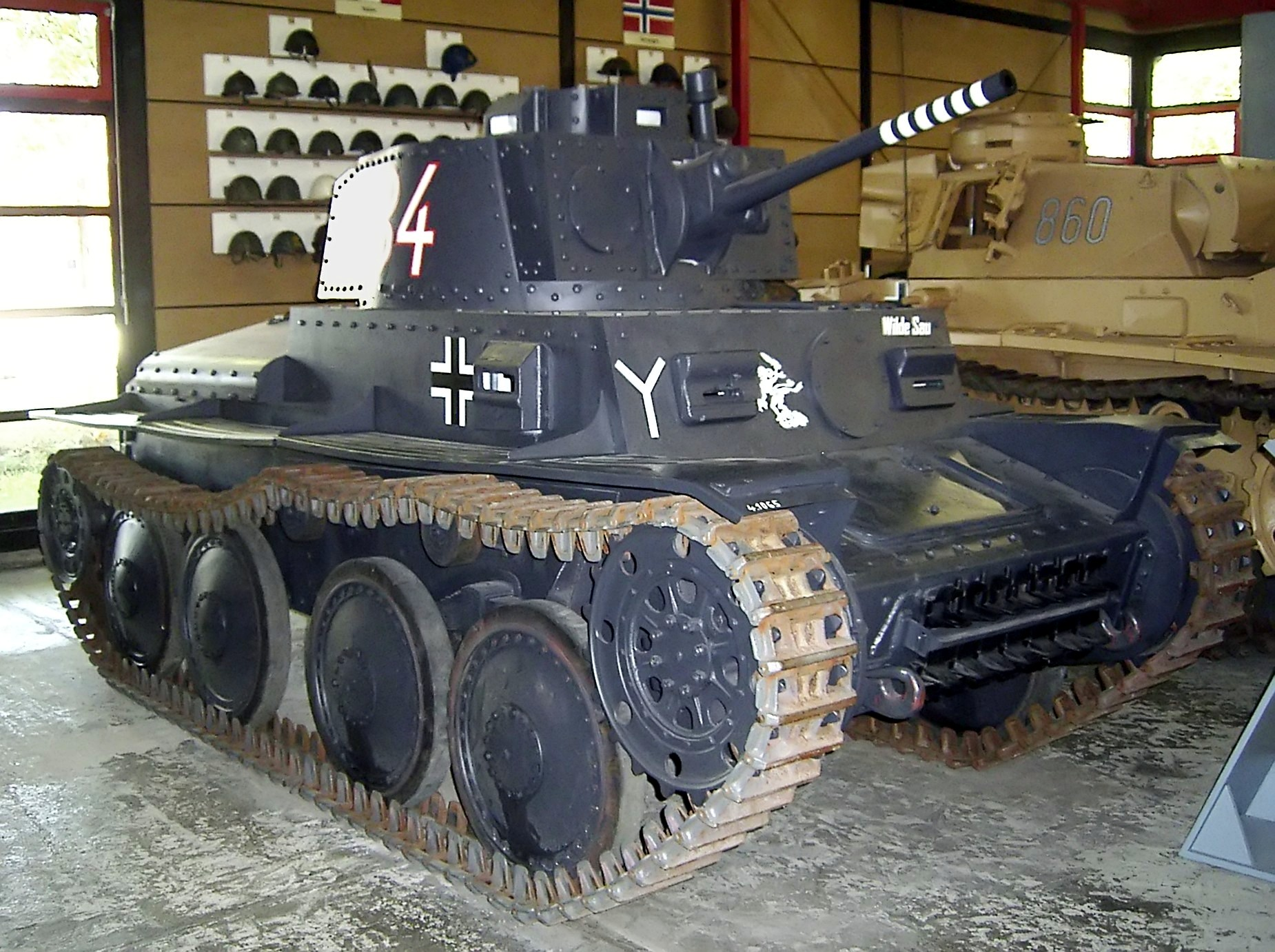
PzKpfw 38(t) w barwach 7 Dywizji Pancernej

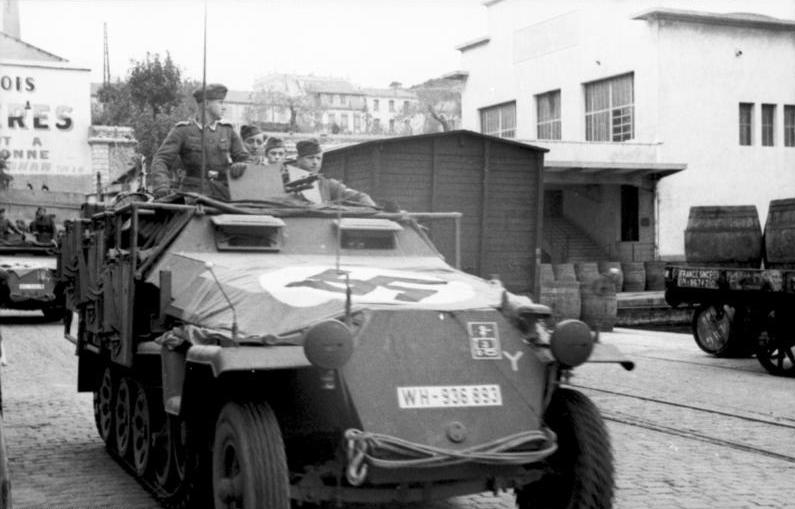
Sd.Kfz.251 ze znakami 7 Dywizji Pancernej we Francji

7 Dywizja Pancerna (niem. 7. Panzer-Division) – niemiecka dywizja pancerna, uczestniczyła w agresji na Francję i ataku na Związek Radziecki, zwana Dywizją Duchów (niem. Gespensterdivision) ze względu na szybkość przemieszczania się i nieprzewidywalność, przez którą często nawet niemieckie dowództwo nie wiedziało, gdzie obecnie znajduje się oddział.

## Historia
Dywizja została sformowana w Gerze na podstawie rozkazu z dnia 18 października 1939 roku po przeformowaniu 2 Dywizji Lekkiej, która uczestniczyła w agresji na Polskę.
Pod koniec 1939 roku została przerzucona na zachód Niemiec, gdzie początkowo znajdowała się w odwodzie. W maju 1940 roku weszła w skład Grupy Pancernej von Kleista i w składzie tej grupy wzięła udział w walkach we Francji. W bitwie pod Arras walczyła przeciw wojskom francuskim i brytyjskim. Poniosła największe straty wśród jednostek niemieckich uczestniczących w agresji na Francję, tracąc 682 zabitych i 42 czołgi. Wojskom francuskim i brytyjskim zadała jednak dużo wyższe straty, biorąc do niewoli 97 468 jeńców. Po zakończeniu działań bojowych pozostała na terenie okupowanej Francji do lutego 1941 roku. Następnie została przerzucona do Niemiec.
W maju 1941 roku weszła w skład 3 Grupy Pancernej i wraz z nią w czerwcu 1941 roku wzięła udział w ataku na Związek Radziecki w składzie Grupy Armii Środek. W tym czasie dywizja liczyła 14 400 żołnierzy i atakowała Armię Czerwoną pod Mińskiem, Smoleńskiem, Wiaźmą, Rżewem i Moskwą. W czasie tych walk poniosła znaczne straty w ludziach i sprzęcie.
W lipcu 1942 roku została wycofana z frontu wschodniego i przerzucona do okupowanej Francji, gdzie została uzupełniona. W tym czasie uczestniczyła w zajęciu nieokupowanej części Francji.
W grudniu 1942 roku ponownie skierowana na front wschodni, gdzie weszła w skład 1 Armii Pancernej Grupy Armii Don. Wzięła udział w walkach pod Biełgorodem oraz pod Charkowem. Następnie walczyła na Ukrainie. W sierpniu 1944 roku została skierowana do Kurlandii, gdzie walczyła do stycznia 1945 roku, ponosząc znaczne straty.
W czasie ofensywy prowadzonej od 12 stycznia 1945 roku przez Armię Czerwoną 7 DP została otoczona w rejonie Gdańska. Drogą morską wydostała się z okrążenia, ale utraciła cały sprzęt. Po zakończeniu bitwy o Berlin, żołnierze dywizji przedzierali się na zachód aby dotrzeć do pozycji zajmowanych przez wojska
aliantów zachodnich. Żołnierze 7 DP oddali się do niewoli brytyjskiej, co miało miejsce 3 maja 1945 roku w rejonie Schwerina.

## Oficerowie dowództwa dywizji
Dowódcy dywizji
- gen. por. Georg Stumme (1939–1940)
- gen. mjr Erwin Rommel (1940–1941)
- gen. por. Hans von Funck (1941–1943)
- gen. mjr Hasso von Manteuffel (1943–1944)
- gen. mjr Adelbert Schulz (1944)
- płk Gerhard Schmidhuber (1944)
- gen. mjr Karl Mauss (1944–1945)
- płk Hans Christern (1945)

## Skład

### 1940
- 25 pułk pancerny (Panzer-Regiment 25)
- 66 batalion pancerny (Panzer-Abteilung 66)
- 7 Brygada Strzelców (Schützen-Brigade 7)
  - 6 pułk strzelców (Schützen-Regiment 6)
  - 7 pułk strzelców (Schützen-Regiment 7)
  - 7 batalion motocyklowy (Kradschützen-Bataillon 7)
  - 705 ciężka kompania broni wsparcia (Schwere Infanterie-Geschütz-Kompanie 705)
- 78 pułk artylerii (Artillerie-Regiment 78)
- 37 batalion rozpoznawczy (Aufklärungs-Abteilung 37)
- 42 batalion przeciwpancerny (Panzerjäger-Abteilung 42)
- 58 batalion pionierów (Pionier-Bataillon 58)
- 83 batalion łączności (Nachrichten-Abteilung 83)

### 1943
- 25 pułk pancerny (Panzer-Regiment 25)
- 6 pułk grenadierów pancernych (Panzer-Grenadier-Regiment 6)
- 7 pułk grenadierów pancernych (Panzer-Grenadier-Regiment 7)
- 78 pułk artylerii pancernej (Panzer-Artillerie-Regiment 78)
- 7 pancerny batalion rozpoznawczy (Panzer-Aufklärungs-Abteilung 7)
- 296 dywizjon artylerii przeciwlotniczej (Heeres-Flak-Artillerie-Abteilung 296)
- 42 dywizjon niszczycieli czołgów (Panzerjäger-Abteilung 42)
- 58 pancerny batalion pionierów (Panzer-Pionier-Bataillon 58)
- 83 pancerny batalion łączności (Panzer-Nachrichten-Abteilung 83)